# ミラクルパワーコンビ
ミラクル・パワー・コンビ（The Miracle Power Combination）は、プロレスラーのスタン・ハンセンとブルーザー・ブロディによるタッグチームの通称である。超獣コンビ（ちょうじゅうコンビ）とも呼ばれる。まれに全日本プロレス中継のアナウンサーが「超ミラクルパワーコンビ」「超ミラクル野獣パワーコンビ」などと「超」をつけて呼称したこともあった。

## 来歴

### 結成
若手時代のブロディがまだ本名のフランク・グーディッシュを名乗っていた1974年8月、オクラホマやルイジアナなどのアメリカ中南部を拠点としていたNWAトライステート地区にて初結成（ブロディとハンセンはそれぞれウエスト・テキサス州立大学のアメリカンフットボール部出身の先輩と後輩であり、親友でもあった）。
当時、トライステート地区はエース・レスラーのビル・ワットがチーフ・ブッカーを兼任しており、ワットの右腕だったバック・ロブレイが彼らのマネージャーを務めていた。ロブレイは日本での再結成当初も両者のマネージャーとなっている。
1974年10月10日、同地区認定のUSタッグ王座を獲得。これは両者にとって初のタイトル戴冠であった。翌1975年7月にダニー・ホッジ&ジェイ・クレイトンに敗れ王座を失った後、二人はコンビを解消して別々のテリトリーを転戦。
以後、両者は1976年下期にWWWFで再びタッグを組み、イワン・プトスキー&ケビン・サリバン、チーフ・ジェイ・ストロンボー&ビリー・ホワイト・ウルフ、ボボ・ブラジル&S・D・ジョーンズなどのチームと対戦している。しかし、当時は同じヒール陣営のジ・エクスキューショナーズ（1号＝キラー・コワルスキー、2号＝ビッグ・ジョン・スタッド）がWWWF世界タッグ王座に就いていたためタッグタイトルに挑戦することはなく、それぞれWWWFヘビー級王者ブルーノ・サンマルチノの挑戦者としてシングルプレイヤーとなって活動し、本格的なタッグチームを結成していたわけではなかった。
その後は1979年4月21日、古巣トライステート地区のルイジアナ州ニューオーリンズにて、トニー・アトラス&チャーリー・クックと対戦、反則負けを喫している。以降、ハンセンは新日本プロレス、ブロディは全日本プロレスの看板外国人レスラーとなり、アメリカでの主戦場も異なったため再結成が実現することはなかった。

### 日本デビュー
このコンビが本格的に売り出されたのは、1981年に新日本プロレスがアブドーラ・ザ・ブッチャーやタイガー戸口などの主力レスラーを引き抜いたことへの報復として、全日本プロレスが同年末にハンセンを新日本プロレスから引き抜き、世界最強タッグ決定リーグ戦の最終戦に登場させたことに端を発する。同リーグ戦にはブロディはジミー・スヌーカとのコンビで出場、最終戦ではザ・ファンクスとの優勝決定戦が行われ、ハンセンはブロディ&スヌーカのセコンドとして登場。試合終盤、テリー・ファンクに場外でウエスタン・ラリアットを放ち、ブロディ組の優勝を後押しした。
その後、その師匠格でもあるファンクスに対して「テキサスの化石になれ」と宣戦布告し（外国人トップの世代交代を迫る意味合いもあった）、1982年よりハンセンとブロディは本格的にタッグを組むことになる。以降、ジャイアント馬場&ジャンボ鶴田の師弟コンビ、鶴龍コンビ、ファンクス、タイガー・ジェット・シン&上田馬之助、リッキー・スティムボート&ジェイ・ヤングブラッド、マスカラス・ブラザーズ（ミル・マスカラス&ドス・カラス）、ハイ・フライヤーズ（グレッグ・ガニア&ジム・ブランゼル）、ハーリー・レイス&ニック・ボックウィンクル、ブリティッシュ・ブルドッグス（ダイナマイト・キッド&デイビーボーイ・スミス）などのチームと対戦したが、彼らの強さは抜きんでていた。全日本の看板タッグ王座であるインターナショナル・タッグ王座には再結成直後の1982年4月に挑戦し、馬場・鶴田の王者コンビは完全に圧倒され、防戦一方でかろうじて両者リングアウト防衛、これ以降二度とミラクルパワーコンビが同王座に挑戦することはなかった。
世界最強タッグの戦績は、1982年はファンクスに反則負けで敗れるものの、1983年に初優勝。1984年は鶴龍コンビに次ぐ準優勝。しかも彼らの黒星はほとんどが反則負けによるものであった。1984年4月には新設されたPWF世界タッグ王座の初代王者決定リーグ戦で優勝。馬場&ドリー・ファンク・ジュニアを破った最終戦では馬場をツープラトンのパイルドライバーでKO、馬場は翌日の試合を欠場し、デビュー以来の無欠場記録が3711試合でストップしている。
コンビ再結成が軌道に乗ってからはプエルトリコのWWCでも活動し、1984年にブッチャー&カルロス・コロンと抗争した。

### 解散
1984年末、全日本プロレスが新日本プロレスを退団した長州力らにより設立されたジャパンプロレスと業務提携したため、主力外国人によるメインイベントが減少化の傾向にあったこと、また初来日のロード・ウォリアーズが自分より厚待遇だったことなどに不信感を抱いたブロディは、1985年3月に全日本プロレスを離脱して新日本プロレスに移籍。翌月末、ハンセンとブロディはオーストラリアに遠征してロン・ミラー&マーク・ヤングブラッドなどのチームと対戦しているが、同年をもってミラクルパワーコンビは事実上の解散となった。
後にブロディは全日本プロレスに復帰するが、1987年の最強タッグでは、ハンセンはテリー・ゴディ、ブロディはスヌーカをパートナーに別チームとしての参加であった。翌年7月にブロディが急死したことで、1987年最強タッグ公式戦での双方のチームによるタッグマッチが、日本における最初で最後の両者の対戦となった（アメリカでは1983年2月7日、ジョージア・チャンピオンシップ・レスリングのウェストバージニア州チャールストンでの興行にて、ハンセンはトミー・リッチ、ブロディはバズ・ソイヤーと組んでタッグマッチで対戦し、引き分けている）。
なお、このチームは日本マットにおいてピンフォール、ギブアップ負けをしたことは一度もなかった。

## 追記
- 両者のシングル対決は、若手時代の1974年9月28日、NWAトライステート地区のルイジアナ州ロレンジャーにおける興行で一度だけ実現しており、キャリアで1年数ヵ月ほど上回っていたハンセンが勝利を収めている[7]。
- アンドレ・ザ・ジャイアントとのタッグ対決は実現しなかったが、NWAトライステート地区のUSタッグ王者チームだった1975年4月19日、ルイジアナ州シュリーブポートでの興行における、アンドレが優勝したバトルロイヤルに揃って出場している（他の出場メンバーはビル・ワット、ディック・マードック、サイクロン・ネグロ、ロニー・ガービンなど。当日、ハンセン&グーディッシュはタッグマッチでグリズリー・スミス&ポークチョップ・キャッシュとも対戦）[8]。
- ジャイアント馬場は生前「ディック・ザ・ブルーザー&クラッシャー・リソワスキー組より超獣コンビの方が上、プロレスが生誕して以来史上最強のタッグチーム」と評していた[9]。
- ジャンボ鶴田は、ミラクルパワーコンビとロード・ウォリアーズのどちらが強かったかというファンからの質問に対して、ミラクルパワーコンビの方が強かったと答えている[10]。天龍源一郎も「ミラクルパワーコンビはレスリングも出来たし、30分、1時間といった試合も十分こなせた。現にブロディは猪木さんと60分やっている。だがウォリアーズにはそれは出来なかっただろう」と語っている[11]。
- 日本におけるこのコンビの入場テーマ曲はハンセンの『サンライズ』とブロディの『移民の歌』を合体（何度も交互に流れるように編集）させたものであり、「ミラクルパワーコンビのテーマ」「超獣コンビのテーマ」などと呼ばれた。また、二人とも同格であるということを意識して、リング・アナウンサーによる選手紹介の順番は必ず日替わりでどちらかが先に呼ばれることになっていた（通常、タッグでは最後に紹介される選手がチームリーダーであることが慣例）。
- ミラクルパワーコンビの試合を数多く裁いたレフェリーのジョー樋口や小佐野景浩などの関係者によると、大学の先輩でありアメリカマットでの序列も上だったブロディがこのコンビの指令塔だったという[12]。
- 全日本プロレスでは1988年8月29日に開催した日本武道館大会の対戦カードを一般から募集しており、シングルマッチでファン投票1位となったのが「ハンセン対ブロディ」であったが、ブロディ急逝により幻となった。代替としてハンセンは、ブロディとは因縁の深いアブドーラ・ザ・ブッチャーと対戦した。ブッチャーはブロディ同様のチェーンを持って登場し、ハンセンはミラクルパワーコンビのテーマで入場した。ハンセンの入場テーマである『サンライズ』からブロディの入場テーマであった『移民の歌』にチェンジした瞬間、場内にブロディコールが爆発した。同日は来賓としてブロディの夫人と息子が招かれ、リング上で挨拶も行った。

## 獲得タイトル
NWAトライステート
- NWA USタッグ王座（トライステート版）：3回（1974年10月10日にジョニー・イーグルズ&テリー・ラザン、1975年2月9日にボブ・スウィータン&プリンス・タプー、同年5月にケン・マンテル&ジェイ・クレイトンを破り戴冠）[2]

全日本プロレス
- PWF世界タッグ王座：1回（初代王者。1984年4月25日、王座決定リーグ戦の決勝戦にてジャイアント馬場&ドリー・ファンク・ジュニアを破り戴冠）[5]